# Харли-стрит
Ха́рли-стрит (англ. Harley Street) — улица в Лондоне (Великобритания), которая получила известность в XIX веке благодаря множеству обосновавшихся там специалистов различных областей медицины.

## История
C XIX века начался активный рост количества медицинских практик, приёмных врачей и хирургов, аптек, частных клиник и прочих медучреждений, располагавшихся на Харли-стрит и близлежащей округе.  В 1852 году здесь обосновался известный врач Уильям Дженнер. В 1853 году открылась одна из первых больниц Establishment for sick Gentlewomen под управлением Флоренс Найтингейл.
По данным 1860 года на Харли-стрит насчитывалось лишь 20 врачей, к 1900 году их число увеличилось в 4 раза. К 1914 году количество врачей возросло до 200. Преуспевшие здесь медики, давая лестные рекомендации своим коллегам, постепенно создавали репутацию Харли-стрит как одного из столичных центров медицины.
Когда в 1948 году была основана Национальная служба здравоохранения Великобритании, на Харли-стрит работали около 1500 человек.  В начале XXI века в этом престижном районе более чем 3000 человек занятo в сфере медицины.
Считается, что наплыв врачей на Харли-стрит был обусловлен сооружением новых просторных зданий во второй половине XIX в. Этому способствовалa и близость центральных ж-д вокзалов: Паддингтон, Юстон, Кингс-Кросс и Сент-Панкрас.
B 1873 году Medical Society of London тоже переехало в этот район, расположившись в одном из особняков Lettsom House на Чандос стрит.
Окрестности Харли-стрит принадлежат семье де Вальден и находятся в управлении фирмы de Walden Estate. Де Вальдены унаследовали район в своё владение в 1715 году, после того, как Эдвард Харли, 2-й граф Оксфорд и граф Мортимер, начал развивать квартал Кэвендиш-Сквер и прилегающиe к ней улицы.
На Харли-стрит проживали многие знаменитые люди, такие как викторианский премьер-министр Уильям Гладстон, живописец Уильям Тёрнер и логопед Лайонел Лог.
В настоящее время в районе Харли-стрит сосредоточены в основном частные клиники премиум-класса (к крупнейшим относятся Лондон Клиник, Харли Стрит Клиник и Принцесс Грейс Хоспитал), а также пластические хирурги и стоматологические практики.